# ISO 19114
Lo standard ISO19114 - Procedure di valutazione della qualità fa parte degli standard prodotti da ISO/TC211 e fornisce una struttura di riferimento di procedure per determinare e valutare la qualità applicabile a dati relativi a informazioni geografiche codificate numericamente, in coerenza con i principi di qualità definiti dallo standard ISO 19113.
Lo standard fornisce inoltre un quadro di riferimento per valutare e documentare i risultati relativi alla qualità dei dati solo come dati riferiti alla qualità dei metadati oppure come documentazione della qualità dei dati.
Lo standard può essere applicata dai produttori di dati per fornire informazioni relative alla qualità e in particolare se l'insieme dei dati sia conforme alla specifica di prodotto e può essere applicata dagli utilizzatori di dati per determinare se l'insieme dei dati contenga o meno dati di qualità sufficiente per l'uso in una determinata applicazione.
Benché lo standard si applichi ai dati geografici rappresentati numericamente, i principi definiti possono essere estesi a molteplici forme di dati geografici quali mappe, carte e documenti testuali.
La norma italiana UNI-EN-ISO19114 Archiviato il 27 settembre 2007 in Internet Archive. è la versione ufficiale in lingua inglese della norma europea EN ISO 19114 (edizione gennaio 2005).